# Inga (Kolumbien)
Die Inga sind ein indigenes Volk, welches im Südosten Kolumbiens lebt. Sie sprechen einen Dialekt des Quechua, der als Inga-Kichwa bekannt ist. Die meisten Inga sind heute zweisprachig und verstehen Inga und Spanisch. Die Anzahl der Inga wird auf knapp 30.000 geschätzt, von denen die Mehrheit im Departamento de Putumayo lebt (insbesondere in der Gemeinde Sibundoy). Auch im nördlichen Nariño und in Cauca leben Angehörige der Volksgruppe. In Nariño haben die Inga eine autonome Selbstregierung in der Siedlung Aponte. Ursprüngliche Anhänger des Schamanismus, sind die meisten Inga heute Christen der römisch-katholischen Konfession.

## Geschichte
Die Inga stammen von der Bevölkerung ab, die der Inka Huayna Capac 1492 nach der Unterwerfung der Camsá in Mocoa und im Tal von Sibundoy (Putumayo) ansiedelte. Sie waren im Mitimak-kuna oder landwirtschaftliche Militärgemeinschaften und Kaufleute, die sich dem Außenhandel und der Informationsbeschaffung widmeten, beides im Dienste des Inkareiches.
Diese Quechuas wurden im äußersten Norden (Chinch) der Grenzen des Reiches angesiedelt. Als das Reich 1527 zwischen den Anhängern von Huascar und Atahualpa aufgeteilt wurde, begann für sie eine Periode der Isolation, die sich mit der Zerstörung des Reiches 1533 und der spanischen Invasion der Region 1538 noch verschlimmerte.
Die Inga sind vom Drogenhandel und den bewaffneten Konflikten in Kolumbien betroffen und zählen deshalb zu den bedrohten Völkern.

## Wirtschaftsform
Sie sind in erster Linie Landwirte und bauen u. a. Mais, Bohnen, Kürbisse, Erdnüsse und Chilischoten an. Sie sind auch in kleinerem Umfang Vieh- und Geflügelzüchter (sie zeichnen sich durch die Zucht von Truthähnen aus). Sie jagen und fischen auch, um ihre Ernährung zu ergänzen.
Ein charakteristisches Merkmal der Ingas ist ihre Wanderaktivität, die sie in verschiedene Teile Kolumbiens, Venezuelas, Mittelamerikas und der Antillen geführt hat. In Cali und Bogotá zum Beispiel gibt es Migrantengemeinden mit Cabildos als eigenen rechtlich anerkannten Behörden.